# Moraea brevifolia
Moraea brevifolia är en irisväxtart som beskrevs av Peter Goldblatt. Moraea brevifolia ingår i släktet Moraea och familjen irisväxter. Inga underarter finns listade i Catalogue of Life.